# Генерал-капітанство Венесуела
Генерал-капітанство Венесуела (ісп. Capitanía General de Venezuela) — адміністративна одиниця Іспанської імперії, що існувала в 1777—1823 роках.

## Історія
Спочатку ці землі перебували під юрисдикцією королівської аудієнсії Санто-Домінго. 1717 року створено віцекоролівство Нова Гранада, і ці землі перейшли під його юрисдикцію. У 1730-х роках губернатор провінції Каракас також отримав військову владу у провінціях Маракайбо, Кумана, Гаяна, Тринідад та Маргарита. Поступово в Каракасі концентрувалася адміністративна, військова, фіскальна та духовна влада над цими землями, хоча формально Маракайбо, Гаяна та Тринідад підкорялися королівській аудієнсії Боготи, а інші провінції — королівській аудієнсії Санто-Домінго. Щоб офіційна ситуація відповідала реальній, 1777 року утворено окреме генерал-капітанство Венесуела, не підпорядковане королівській аудієнсії Боготи, а провінції Маракайбо, Гаяна і Тринідад у юридичному плані переведено у відання королівської аудієнсії Санто-Домінго. 1786 року утворена окрему королівську аудієнсію Каракаса, зона юридичної відповідальності якої збігалася із зоною адміністративно-військового контролю генерал-капітанства Венесуела.

## Генерал-капітани Венесуели
- Луїс де Унсага і Амесага[es] (1777—1782)
- Педро де Нава (1782)
- Мануель Гонсалес де Агілар[es] (1782—1786)
- Хуан де Гільєльмі і Андрада-Вандервільде[es] (1786—1792)
- Педро Карбонель Пінто Віго і Корреа[es] (1792—1799)
- Хоакін де Субілага[es] (1799)
- Мануель де Гевара Васконселос[es] (1799—1807)
- Хуан де Касас і Баррера[es] (1807—1809)
- Вісенте Емпаран[es] (1809—1810)
- Фернандо Міярес[es] (1810—1812)
- Домінго де Монтеверде[es] (1812—1813)
- Хуан Мануель Кахігаль[es] (1813—1815)
- Пабло Морільйо[es](1815—1816)
- Сальвадор де Моксо[es] (1816—1817)
- Хуан Баутіста Пардо (1817—1818)
- Рамон Корреа і Гевара[es] (1819)
- Франсіско дель Піно (1820)
- Рамон Корреа і Гевара[es] (1821)
- Мігель де ла Торре[es] (1821—1822)
- Франсіско Томас Моралес[es] (1822—1823)